# Gaussia attenuata
La palma de lluvia (Gaussia attenuata) es una palma de la familia Arecaceae.

## Descripción
Palma que alcanza hasta 14 m o más de alto. El tronco de corteza marrón suave es más abultado en su base y más esbelto en su ápice. En su base tiene raíces aéreas. La palma de lluvia florece y fructifica en verano e invierno y ocasionalmente durante todo el año. Las pequeñas flores anaranjadas o verdes y sin tallo se encuentran en un racimo bien ramificado. Las frutas periformes o redondas son rojizas o anaranjadas.

## Distribución y hábitat
En la República Dominicana y en Puerto Rico, endémica de las colinas de áreas calizas húmedas llamadas mogotes, entre los municipios de San Germán y Lajas. Algunas se sembraron en el Bosque Estatal de Cambalache.

## Taxonomía
Gaussia attenuata fue descrito por (O.F.Cook) Becc. y publicado en Pomona College Journal of Economic Botany and Subtropical Horticulture 2: 275. 1912.
Etimología
Gaussia: nombre genérico otorgado en honor del matemático alemán Karl Friedrich Gauss (1777–1855).
attenuata: epíteto del latín que significa "débil".
Sinonimia
- Aeria attenuata O.F.Cook	basónimo
- Gaussia portoricensis H.Wendl.[6][7]